# Pawel Szajda
Pawel Szajda (13 de janeiro de 1982) é um ator norte-americano de origem polaca. Um de seus principais papéis foi no filme Under the Tuscan Sun.